# Канчелара (Потенца)
Канчелара (итал. Cancellara) је насеље у Италији у округу Потенца, региону Базиликата.
Према процени из 2011. у насељу је живело 1312 становника. Насеље се налази на надморској висини од 690 м.

## Становништво
| 1931. | 1936. | 1951. | 1961. | 1971. | 1981. | 1991. | 2001. | 2011. |
| ----- | ----- | ----- | ----- | ----- | ----- | ----- | ----- | ----- |
| 2.659 | 2.645 | 2.779 | 2.579 | 2.007 | 1.839 | 1.715 | 1.598 | 1.396 |